# Georges Truptil
Georges Truptil, né le 30 avril 1865 à Therdonne et mort le 23 mars 1934 à Mouy, est un officier et aventurier français. Retraité des troupes coloniales, il est rappelé en 1915 pour aller mener une campagne de recrutement de main-d'œuvre en Chine, la mission Truptil.

## Biographie
Alors lieutenant, il fait partie de la mission Bouinais, lancée en 1892 en Indochine pour étudier la circulation du Mékong.
Il est blessé en mai 1898 lors de l'assaut de Sikasso par un obus, un coup de baïonnette à la main droite, et par un coup de feu à l'avant-bras droit.
Il est maintenu dans la réserve coloniale, promu au grade de lieutenant-colonel le 1er décembre 1915.

## Mission de recrutement en Chine

### Contexte
La première évocation de l'idée d'un recours à de la main-d'œuvre chinoise en France remonte au 17 mars 1915, lorsque le Ministre de la guerre Alexandre Millerand pense les employer à la construction de routes. Cette idée n'est pas suivie d'effet, Millerand ne trouvant pas d'appui à sa proposition parmi les autorités politiques françaises. Mais en juin, la situation militaire et économique ne s'étant pas améliorée, la France accueille à bras ouverts la proposition de Liang Shiyi — alors conseiller de Yuan Shikai et futur premier ministre chinois — de fournir des hommes pour assurer des tâches non militaires en Europe. L'ambassadeur de France à Beijing Alexandre-Robert Conty est chargé d'étudier les conditions de recrutement de cette main-d'œuvre. De son côté, la Chine, tenue par sa neutralité, souhaite néanmoins faire quelques démarches en direction des Alliés, afin de lui permettre de récupérer la concession allemand de Qingdao, occupée par les Japonais qui mettent le siège devant le port allemand dès le déclenchement des hostilités.
Fin 1915, le Royaume-Uni et la France connaissant de graves problèmes de recrutement de main-d'œuvre, et se résolvent finalement à engager respectivement 100 000 et 35 000 Chinois afin de contribuer à l’effort de guerre, soit un total de 135 000 « coolies », c'est-à-dire concrètement des travailleurs forcés sous contrat. Le 14 mai 1916, un traité est signé entre la France et le gouvernement chinois, alors dirigé par Duan Qirui, qui s'engage à fournir ces hommes, surnommés « travailleurs célestes », pour participer à des tâches non militaires, la Chine ne voulant pas entrer en guerre avec l'Allemagne. Il ne devait donc pas y avoir de soldat chinois sur le front européen, contrairement par exemple aux 4 000 tirailleurs indochinois des colonies d'Indochine, recrutés dès 1915, qui complètent également un recrutement de main-d'œuvre pour les industries d'armement.

### La mission Truptil
À la demande de l'ambassadeur Conty, une commission est mise sur pied. La condition mise par Beijing pour apporter son aide à la France est que les recrutements se fassent au travers de compagnies privées, la Chine étant officiellement neutre. Liang Shiyi, vraisemblablement, donne son accord pour un contingent de 30 000 à 40 000 Chinois.
Le 11 novembre 1915, Truptil est choisi pour prendre la tête de la commission de recrutement. Lui et son équipe appareillent deux semaines plus tard, le 9 décembre 1915, et arrivent à Beijing le 17 janvier 1916. Pour contourner tout risque d'accusation de violation de neutralité de la part de l'Empire allemand, les Chinois donnent comme interlocuteur à Truptil une société ad hoc, l'entreprise Huimin, cofondée à Tianjin en mai 1916 par Liang Shiyi et Wang Kemin, directeur de la Banque chinoise de l'industrie. De son côté, Truptil doit lui aussi user de subterfuge, se faisant passer pour un ingénieur agronome représentant des producteurs agricoles en quête de main-d'œuvre. La mission Truptil, après de longues négociation entre État chinois d'une part, Ministère français de la guerre et CGT d'autre part — la CGT craignant que l'arrivée de travailleurs chinois ne soit l'occasion d'une baisse des salaires — signe donc un contrat avec Huimin, dit « contrat Truptil-Huimin », pour assurer le recrutement d'ouvriers agricoles le 14 mai 1916. Il convient également avec une autre entreprise d'un contrat de 600 ouvriers spécialisés avec une autre société chinoise. Le premier contingent de 1 698 travailleurs chinois arrive à Marseille le 24 août 1916.
Le recrutement devait se faire initialement dans le nord de la Chine car, croyait-on, les Chinois du Nord pourraient mieux s’acclimater au froid de l’hiver ; de fait, 85 % des travailleurs chinois viennent du Shandong. La gestion des recrues se fait en France par le département des troupes coloniales, dépendant du Ministère de la guerre. Ces jeunes paysans robustes comptent bien faire fortune mais ne savent même pas que la guerre sévit sur le continent européen. Le recrutement commencé dans le Nord se fera également dans le Sud en raison des difficultés de recrutement, mais les objectifs convenus avec le gouvernement chinois, d'abord 40 000 volontaires puis un nombre toujours plus grand, comme 100 000 ouvriers fin 1917, ne seront jamais atteints.
Il faut noter que la mission Truptil n'est pas la seule envoyée en Chine pour exécuter ce type de mission. Le Ministère du travail envoie le 31 janvier 1916 une mission de la Société franco-chinoise d'éducation avec le même objectif de trouver de la main-d'œuvre à engager dans les usines en France. Puis la mission Louis Grillet arrive à son tour début 1917, commandée comme la mission Truptil par le Ministère de la guerre, et officiellement subordonnée à la mission Truptil, toujours active. Mais cette fois-ci, la mission Grillet concentre son action de recrutement sur les provinces du sud, Yunnan et Sichuan en tête. La mission Truptil n'en demeure pas moins la plus productive des missions françaises durant la guerre, avec environ 50 000 Chinois envoyés en France. Les Britanniques font de même, avec l'envoi en Chine de Thomas J. Bourne fin 1916, et la création du Chinese Labour Corps.

## Distinctions
- Légion d'honneur[12]
  -  Chevalier de la Légion d'honneur (1898)
  -  Officier de la Légion d'honneur (1912)
- Médaille commémorative de l'expédition du Tonkin
- Médaille coloniale
- Officier de l'ordre royal du Cambodge
- Officier de l'ordre du Dragon d'Annam
- Ordre du Soleil levant du Japon[réf. nécessaire]